# 乐家花园
39°58′43″N 116°18′20″E / 39.978532°N 116.30569°E
乐家花园，位于北京市海淀区苏州街西侧。

## 简介
原来为清朝礼亲王花园，俗称“大观园”，是清太祖次子礼亲王代善的后裔兴建于康熙年间，为京西海淀最早建成的园林。中华民国初年，北京同仁堂乐家居该园，所以又称“乐家花园”。1952年8月9日，北京市八一学校由西城区府右街李阁老胡同迁入海淀乐家花园新校址。
1994年，大业国际租赁有限公司出资修缮了乐家花园前园。2001年修复园林后，乐家花园独立成区。2001年以同仁堂乐家的故事为蓝本的电视剧《大宅门》播出，剧中将同仁堂改为百草堂，乐家改为白家。此时，“白家大宅门食府”（后名“白家大院”）遂顺势在乐家花园成立。
乐家花园分为三部分：住宅、假山、花园。花园中的主景以叠石造山为胜。住宅在东，花园在西，二者相邻处用假山相隔。如今，住宅仅存四进院落；花园第一进是正厅，第二进是水池，靠北有四个小院，分名玉堂富贵（玉兰堂）、梅香院、海棠院。
1984年，乐家花园被北京市人民政府公布为北京市文物保护单位。